# Pasquale Pozzessere
Pasquale Pozzessere (Lizzano, 1957) és un guionista, director i productor de cinema italià.

## Biografia
Es va traslladar amb la seva família a Roma a finals dels anys 60 i es va dedicar al cinema després d'abandonar els estudis universitaris de medicina. Ajudant de direcció de Pupi Avati i ajudant de direcció de Francesco Maselli, col·labora a l'emissió de Rai 3 Chi l'ha visto? i dirigeix alguns curtmetratges. i documentals, inclosos Altre voci i Le sirene di carta. El 1991 va obrir una productora, Demian film, amb la qual va produir i fer el seu primer llargmetratge, Verso sud, presentat a la 49a Mostra Internacional de Cinema de Venècia del 1992. i per la que fou nominada al David di Donatello al millor direcor novell i va guanyar la Grolla d'oro en la mateixa categoria. La pel·lícula també va guanyar el Grand Prix al Festival de Cinema d'Annecy.
Les seves pel·lícules posteriors inclouen Padre e figlio, 1994, centrat en la lacerant relació entre dues generacions en conflicte,, Testimone a rischio, 1997, inspirat en la veritable història de Pietro Nava, testimoni ocular d’un delicte mafiós, La porta delle 7 stelle, 2005, un viatge intern ambientat entre Roma, Sèrbia i l'Índia, i Cocapop, 2010, tres paral·lels històries de drogodependència de cocaïna. Per a televisió, va filmar el 1999 La vita che verrà, el 2005 Lucia, nel 2006 La provinciale.

## Filmografia

### Cinema
- Altre voci (1990) - director, guionista - Curtmetratge
- Le sirene di carta (1991) - director, guionista (documental)
- Verso sud (1992) - director, guionista
- Padre e figlio (1994) - director, guionista
- Testimone a rischio (1997) - director, guionista
- La porta delle 7 stelle (2005) - director, guionista
- Cocapop (2010) - director, guionista

### Televisió
- La vita che verrà (1999) - Direcció (4 episodis)
- Lucia (2005) – Direcció - telefilm
- La provinciale (2006) - Direcció (2 episodis) - minisèrie